# Theridion
Theridion  (лат.) — род пауков из семейства пауков-тенетников (Theridiinae). Представители распространены на всех континентах кроме Антарктиды. В настоящее время к данному роду относят 564 вида.